# Gneo Lucrezio Trione
Gneo Lucrezio Trione (in latino Gnaeus Lucretius Trio; fl. 136 a.C.) fu un magistrato monetario romano.
Nel 136 a.C. emise un denario con al dritto la testa elmata della dea Roma, il proprio cognomen (TRIO) dietro e l'indicazione del valore, X, davanti. Al rovescio la tradizionale rappresentazione dei Dioscuri e sotto CN. LVCR.; in esergo: ROMA. Secondo Crawford non è noto per altre fonti.
Un altro componente della stessa famiglia Lucio Lucrezio Trione, ha ricoperto la stessa magistratura verso il 75 a.C.; anche in questo caso il magistrato è noto solo tramite le emissioni monetarie.
È un componente dell'antica famiglia romana dei Lucretii.